# Laize-la-Ville
Laize-la-Ville ist eine ehemalige französische Gemeinde mit zuletzt 726 Einwohnern (Stand: 1. Januar 2014) im Département Calvados in der Region Normandie. Die Einwohner werden als Laiziens bezeichnet.
Zum 1. Januar 2017 wurde Laize-la-Ville im Zuge einer Gebietsreform zusammen mit der benachbarten Gemeinde Clinchamps-sur-Orne zur neuen Gemeinde Laize-Clinchamps fusioniert. Laize-la-Ville fungiert dabei als „übergeordneter Ortsteil“ als Verwaltungssitz von Laize-Clinchamps.

## Toponymie
Der Fluss Laize hatte der Gemeinde seinen Namen gegeben. La-Ville wurde hinzugefügt, um die Verwechslung zwischen dem Fluss und der Gemeinde zu vermeiden.

## Geografie
Das Dorf liegt südlich von Caen, in der Nähe der regionalen Hauptstadt, im Tal des gleichnamigen Flusses Laize. Umgeben wurde die Gemeinde Laize-la-Ville von May-sur-Orne im Norden, Fontenay-le-Marmion im Westen, Fresney-le-Puceux im Südosten und Süden, Boulon im Südwesten sowie Clinchamps-sur-Orne in westlicher Richtung.

### Geologie
Unmittelbar in der Nähe befindet sich die Synklinale von May-sur-Orne.
Die Normandie liegt hauptsächlich im Pariser Becken. Allerdings gehört auch die Westnormandie zum armorikanischen Massiv. Laize-la-Ville liegt an der Grenze zwischen beiden geologischen Einheiten. In diesem Sinne ist Laize-la-Ville mit seinen zwei Diskordanzen eine anerkannte geologische Stätte internationaler Bedeutung.

## Bevölkerungsentwicklung
| Jahr                             | 1793 | 1836 | 1876 | 1926 | 1946 | 1968 | 1990 | 2014 |
| Einwohner                        | 227  | 215  | 185  | 175  | 152  | 190  | 347  | 726  |
| Quelle: Cassini, EHESS und INSEE |      |      |      |      |      |      |      |      |

## Sehenswürdigkeiten
- Kirche Notre-Dame aus dem 12. Jahrhundert
- Ehemaliges Pfarrhaus, das im Jahre 1701 gebaut wurde
- im normannischen Stil erbauter Bauernhof (wie ein Fachwerkhaus), der Anfang des 20. Jahrhunderts gebaut wurde; er befindet sich in Privateigentum und besitzt einen eigenen Wasserturm
- Ehemalige Zehntscheune
- Lavoir (Waschhaus)

Kirche Notre-Dame
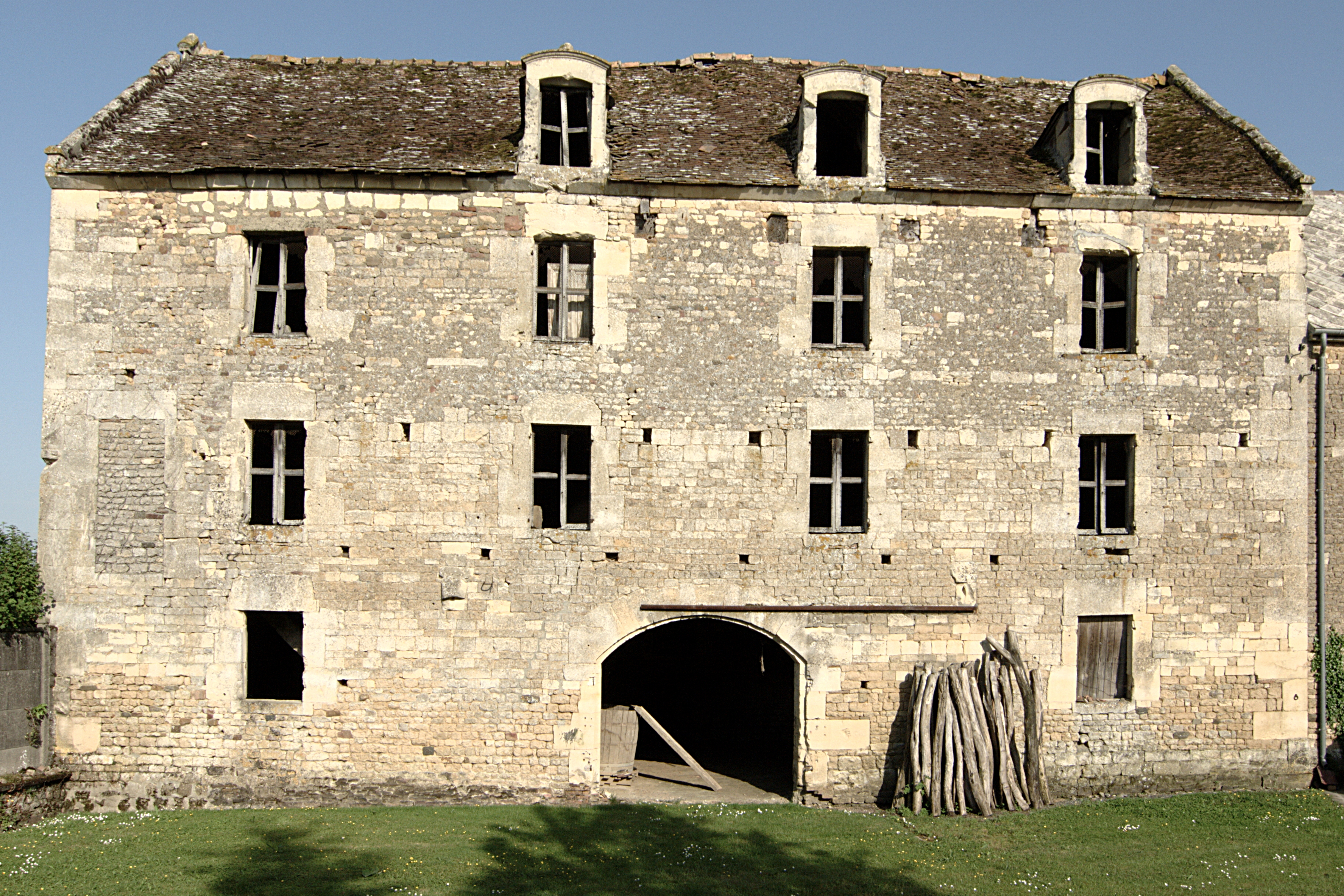
Die Zehntscheune